# Jost Gippert

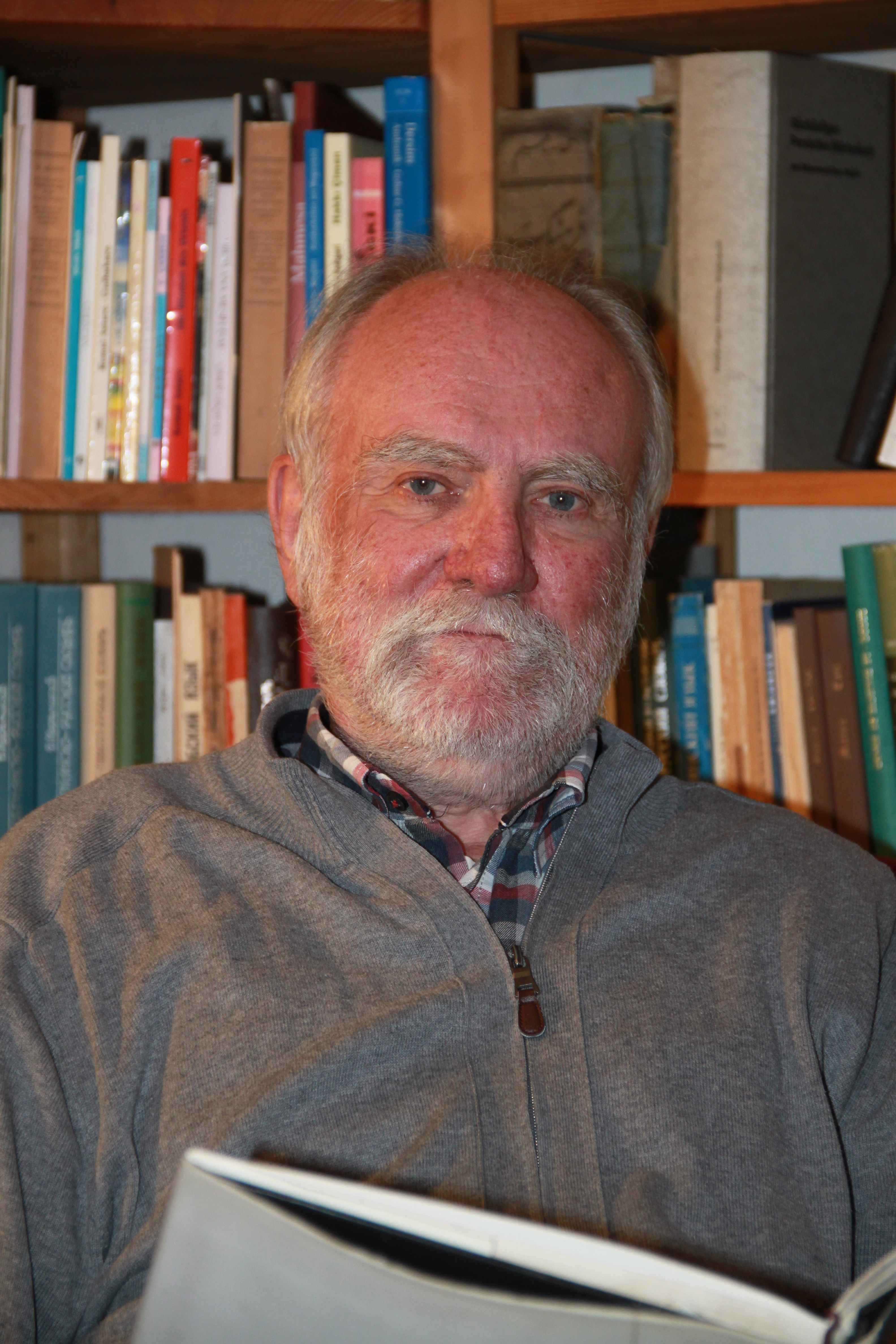
Jost Gippert

 Jost Gippert  (12 de marzo de 1956 en Winz-Niederwenigern, ahora: Hattingen, Alemania) es un lingüista alemán, caucasólogo y profesor de lingüística comparativa en el Instituto de lingüística empírica en la Universidad Johann Wolfgang Goethe en Fráncfort del Meno.

## Biografía

Bernard Outtier, Jost Gippert, Winfried Boeder

Jost Gippert aprobó su bachillerato en 1972 en el Instituto Leibniz en Essen-Altenessen. De 1972 a 1977 estudió lingüística comparativa, indología, japonología y sinología en las universidades de Berlín y Marburgo. Después del estudio obtuvo el doctorado en filosofía (1977) con una obra tratando la sintaxis de formaciones de infinitivos en idiomas indoeuropeos. De 1977 a 1990 fue asistente universitario como también lector en Berlín, Viena y Salzburgo. Habilitó siendo asistente de investigación de lingüística computacional oriental en la Universidad de Bamberg en 1991, con una obra sobre los préstamos léxicos del iraní en el armenio y el georgiano. Desde 1994 Jost Gippert enseña lingüística comparativa en la Universidad Johann Wolfgang Goethe en Fráncfort del Meno. Desde 1996 es miembro externo de la academia de ciencias en Gelati (Georgia), desde 2002 miembro de la comisión Turfan y desde 2007 miembro del Centro «Sprache» en la Academia de Ciencias Berlín-Brandeburgo.
Recibió designaciones de profesor honorario en varias universidades de Georgia: la Universidad Sulkhan Saba Orbeliani en Tiflis (1997), la Universisidad Ivane Javakhishvili en Tiflis (2009), y la Universidad Shota Rustaveli en Batumi (2013).
Su trabajo no solamente está centrado en los idiomas indoeuropeos y la tipología lingüística, sino también los idiomas del Cáucaso. Para último recientemente se iniciaron varios proyectos de cooperación bajo la dirección de Jost Gippert, quien desde 1994 mantiene una cátedra en la Universidad Johann Wolfgang Goethe en Fráncfort del Meno.
El lingüista informático administra el proyecto TITUS (iniciado por él mismo en 1987), cuya meta es electrónicamente descubrir datos primarios textuales ofrecidos en los idiomas indoeuropeos y adyacentes. El núcleo de sus investigaciones son el método histórico comparativo, la tipología lingüística, córpora electrónicos, la documentación de lenguaje multimedial y análisis electrónico de manuscritos y letras.

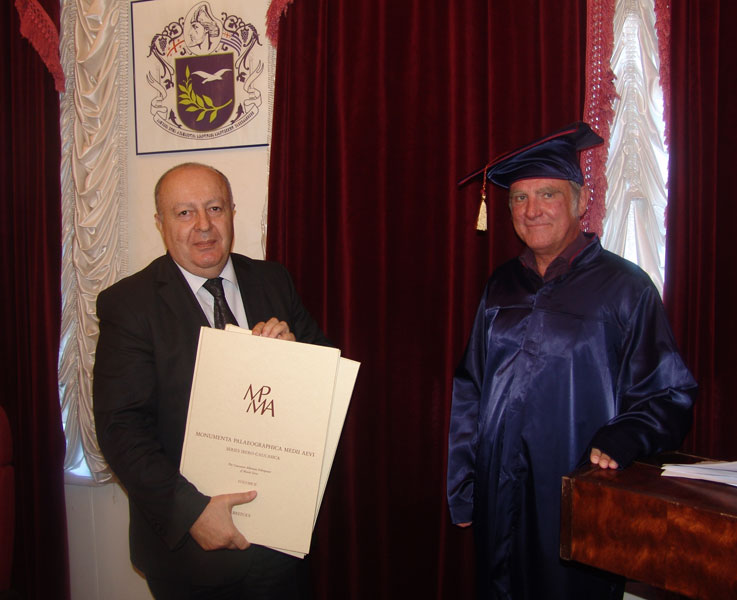
Jost Gippert, Universidad en Batumi, 2013

## Humanidades digitales

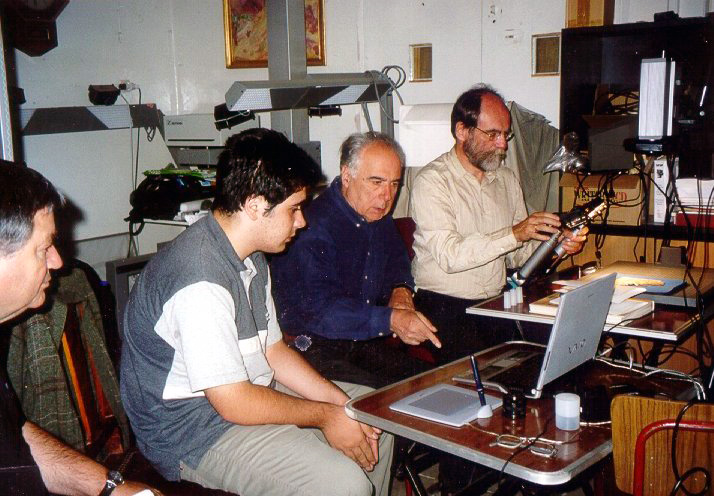
Investigación de palimpsestos sobre el monte Sinaí

### TITUS, ARMAZI, GNC y LOEWE
Jost Gippert es fundador y director del proyecto TITUS (desde 1987), cuyo objetivo es documentar de forma digital todas las tradiciones textuales de los idiomas indoeuropeos como también sus contiguos idiolectos. En 1999 inició el proyecto ARMAZI (Documentación digital de culturas e idiomas caucásicas), utilizando el mismo concepto para cubrir los idiomas caucásicos. Mientras tanto, ARMAZ provocó el desarrollo del corpus nacional georgiano. Desde 2010 Jost Gippert dirige la rama científica «Digital Humanities Hesse: preparación integrada y análisis de córpora basados en texto» en el marco de la «Ofensiva nacional por el desarrollo de excelencia científica y económica (LOEWE)» de Hesse (proyecto conjunto de la Universidad de Fráncfort, la Universidad Tecnológica de Darmstadt y el instituto 'Freien Deutschen Hochstift'/ Museo Goethe Fráncfort).

### Análisis electrónico de manuscritos
Desde los años 1990 Jost Gippert se dedica al análisis de letras orientales, participando en proyectos que se ocupan de la digitalización de letras (ej. letras tocarias de la colección Turfan en Berlín) o palimpsestos (ej. palimpsestos cáucaso-albanos de Monte Sinaí). En 2009 el proyecto ocasionó una acogida temporal donde Jost Gippert formaba parte del grupo de investigación «Manuskriptkulturen» en la Universidad de Hamburgo. En el semestre de verano 2013 volvió a Hamburgo como Petra-Kappert-Fellow para contribuir a la realización de la «Encyclopedia of Manuscript Cultures of Asia and Africa» y el manual «Comparative Oriental Manuscript Studies». Entretanto se ha establecido un área de investigación especial (950) dedicada llamado «Manuskriptkulturen in Asien, Afrika und Europa» (culturas manuscritas en Asia, África y Europa).

## Actividades

### Selección de proyectos
- 1995-1998 (DFG): Avesta y Rigveda: Análisis Electrónico
- 1995-1999 (INTAS): El Sistema Verbal Georgiano
- 1999-2002 (Fundación Volkswagen, EUR 117,900): «Culturas e Idiomas del Cáucaso: Documentación Electrónica»
- Desde 2000 (DFG): Colegios de Graduados «Tipos de Registros: Variación e Interpretación»
- 2002-2006 (Fundación Volkswagen): Idiomas Caucásicos en Extinción (Georgia)
- 2003 (Fundación Volkswagen, EUR 167,800): «Endangered Caucasian Languages in Georgia»
- 2003-2007 (Fundación Volkswagen): Palimpsest Manuscripts of Caucasian Provenience
- 2005-2009 (INTAS): Palimpsestos Georgianos
- 2005-2007 (Fundación Volkswagen, EUR 189,000): La Situación Lingüística de Georgia de Hoy[4]
- 2008-2014 (DFG, EUR 240,000): Corpus de Referencia del Alemán Antiguo
- Desde 2008 (BMBF): Infrastrucura de Recursos del Idioma Alemán
- 2009 (Fundación Volkswagen, EUR 400,000): «Aché Documentation Project»
- Desde 2009 (DFG/NEH, EUR 96,000): RELISH (Rendering Endangered Languages Lexicons Interoperable Through Standards Harmonization)
- Desde 2009 (Fundación Volkswagen): Manuscriptos Palimpsestos Georgianos
- 2010 (Google Inc., US$ 49,600): Corpus Caucasicum
- Desde 2011 (HMWK, EUR 3,792,000): Unidad de Investigación LOEWE «Digital Humanities – Integrated Processing and Analysis of Text-based Corpora»
- Desde 2011 (Fundación Volkswagen, EUR 299,600): Proyecto Documentación Khinalug
- Desde 2011 (DFG): Vista Tipológica Oraciones relativas alemanas
- Desde 2012 (Fundación Volkswagen, EUR 390,400): Corpus Nacional Georgiano

### Selección de publicaciones
- 1977: The syntax of infinitival formations in the Indo-European languages. (Publicaciones Universitarias Europeas, 21/3), 360 pp.; Fráncfort, Berna, Las Vegas: Lang 1978. Disertación
- 1990: Iranica Armeno-Iberica. A study of Iranian loan words in Armenian and Georgian, 451 + 389 pp.; Vienna: Austrian Academy of Sciences 1993. Disertación Inaugural.
- 2007: Gippert, Jost / Sarjveladze, Zurab / Kajaia, Lamara: The Old Georgian Palimpsest Codex Vindobonensis georgicus 2, revisado por Jost Gippert en cooperación con Zurab Sarjveladze y Lamara Kajaia, 368 pp.; Turnhout: Brepols 2007.
- 2008: Gippert, Jost / Schulze, Wolfgang / Aleksidze, Zaza / Mahé, Jean-Pierre: The Caucasian Albanian Palimpsests of Mount Sinai, 2 vols., XXIV + 530 pp.; Turnhout: Brepols 2009.
- 2010: Gippert, Jost / Schulze, Wolfgang / Aleksidze, Zaza / Mahé, Jean-Pierre: The Caucasian Albanian Palimpsests of Mount Sinai. Vol. III: The Armenian Layer, revisado por Jost Gippert., 220 pp.; Turnhout: Brepols 2010.